# معركة يكلا
معركة يكلا في فجر 29 يناير 2017 هاجمت طائرات أمريكية دون طيار منطقة يكلا في ريف محافظة البيضاء وسط اليمن، وهبطت طائرات هليكوبتر تحمل عناصر من الكوماندوز في المنطقة عقب الغارة الجوية التي استهدفت عددا من المنازل في القرية. ونتج عن الاشتباكات مقتل 14 من القاعدة بينهم ثلاثة من قادة القاعدة حسب إعلان القيادة المركزية الأمريكية. أسقط المسلحون مروحيتان أباتشي وتم إنقاذ طياري تلك المروحيات، ومن ثم قامت القوات الأمريكية بتدميرها بالصواريخ.

## القتلى
قتل في المعركة عبد الرؤوف الذهب، زعيم خلية القاعدة في شبه الجزيرة العربية، وشقيقه سلطان الذهب، ويوسف الجوفي، بحسب المصادر الإعلامية.
أعلن أحد أفراد عائلة الأمريكي اليمني أنور العولقي الذي قتل في غارة أمريكية في العام 2011 أن "نورة" ابنة العولقي التي تبلغ من العمر ثمانية أعوام، قتلت في الهجوم الأمريكي الذي استهدف منازل شخصيات مرتبطة بتنظيم القاعدة وقال المصدر لوكالة فرانس برس إن «نورة، كانت تعيش في منزل خالها» وهو أحد أفراد عائلة الذهب.

## ردود الأفعال

### القاعدة
في وقت لاحق، أصدر تنظيم القاعدة في جزيرة العرب بياناً قال فيه أن الغارة كانت مذبحة. وأن القوات الأمريكية أطلقت النار على النساء والأطفال بدم بارد.

### اليمن
قال عبد الملك المخلافي، وزير الخارجية اليمني، في تويتر أن «القتل خارج القانون وقتل المدنيين عمل مدان ودعم للإرهاب».

### سحب الموافقة
سحبت اليمن موافقتها للولايات المتحدة لإجراء أي مهام أخرى لقوات العمليات الخاصة على أراضيها. فيما نفت وزارة الدفاع الأمريكية سحب الحكومة اليمنية موافقتها، حيث أرسلت الحكومة اليمنية رسالة «حازمة» للإدارة الأمريكية تدين فيها العملية العسكرية التي نفذتها واشنطن في اليمن ضد تنظيم «القاعدة في شبه الجزيرة العربية» في 29 يناير، وتستنكر عدم التنسيق عبر مطالبة واشنطن بعدم تنفيذ أي عمليات على الأرض دون موافقة الحكومة اليمنية ومشاركة تفاصيل العملية، حسب السي أن أن.